# Широківська селищна територіальна громада (Миколаївська область)
Широківська сільська територіальна громада — територіальна громада в Україні, у Баштанському районі Миколаївської області. Адміністративний центр — селище Широке.
Площа громади — 217,1 км², населення — 3562 мешканці (2018).
Утворена 4 жовтня 2017 року шляхом об'єднання Новопетрівської та Червонодолинської сільських рад Снігурівського району.
Широківська громада — одна з об'єднаних громад, центрами яких стали села, які до того не були центрами сільрад.

## Населені пункти
До складу громади входять 3 селища: Поляна, Степове, Широке і 4 села: Любине, Новопетрівка, Покровське, Червона Долина.